# Rolls-Royce Motors

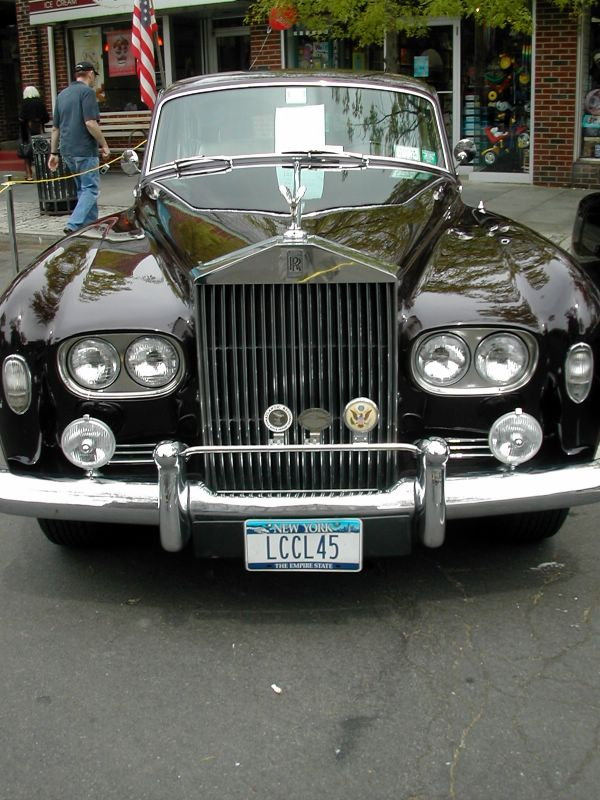
Rolls-Royce Silver Cloud III

Rolls-Royce Motors is in 1973 ontstaan door afsplitsing van de automobieldivisie van Rolls-Royce Limited, nadat dit bedrijf in 1971 wegens faillissement genationaliseerd was. De rest van de onderneming, met de focus op vliegtuigmotoren, ging verder onder de oude naam Rolls-Royce Ltd, maar staat tegenwoordig bekend als Rolls-Royce plc.

## Geschiedenis
In 1980 werd Rolls-Royce Motors verkocht aan industrieconcern Vickers. Vickers, een fabrikant van onder meer pantserwagens en motoren, betaalde voor het noodlijdende Rolls-Royce £ 38 miljoen. In 1998 wilde Vickers het bedrijf verkopen, aanvankelijk aan BMW, dat al geruime tijd motoren leverde aan het automerk, maar Volkswagen AG deed verrassend genoeg een hoger bod. BMW bood uiteindelijk £ 340 miljoen (€ 497,5 miljoen) terwijl Volkswagen bereid was £ 430 miljoen (€ 629 miljoen) te betalen. Volkswagen werd de nieuwe eigenaar.
Volkswagen verkreeg de rechten op het Spirit of Ecstasy-ornament en het kenmerkende radiatorrooster, maar ontdekte dat het naamgebruik van Rolls-Royce en het logo eigendom waren van Rolls-Royce plc. Dat bedrijf, dat joint ventures had gehad met BMW, verkocht deze rechten aan BMW. De Duitse bedrijven raakten in een impasse. BMW kocht daarop een optie op Volkswagens' handelsmerken voor £ 40 miljoen (€ 58,5 miljoen). Waarnemers vonden dat een koopje voor wat mogelijk de meest waardevolle eigendommen van Rolls-Royce zijn. Volkswagen commentarieerde dat het hen eigenlijk enkel om het bijbehorende Bentley te doen was.
Uiteindelijk bereikten de twee een overeenkomst. Tot en met 2002 zou BMW motoren blijven leveren voor Rolls-Royce en Bentley. Vanaf 1 januari 2003 mocht BMW zelf auto's onder de naam Rolls-Royce maken en zou Volkswagen alleen doorgaan met Bentley. Bentley en de fabriek in Crewe bleven eigendom van Volkswagen die meer dan € 1 miljard in beide investeerde. BMW bouwde voor Rolls-Royce een nieuwe fabriek in Goodwood (West Sussex).

## Modellen

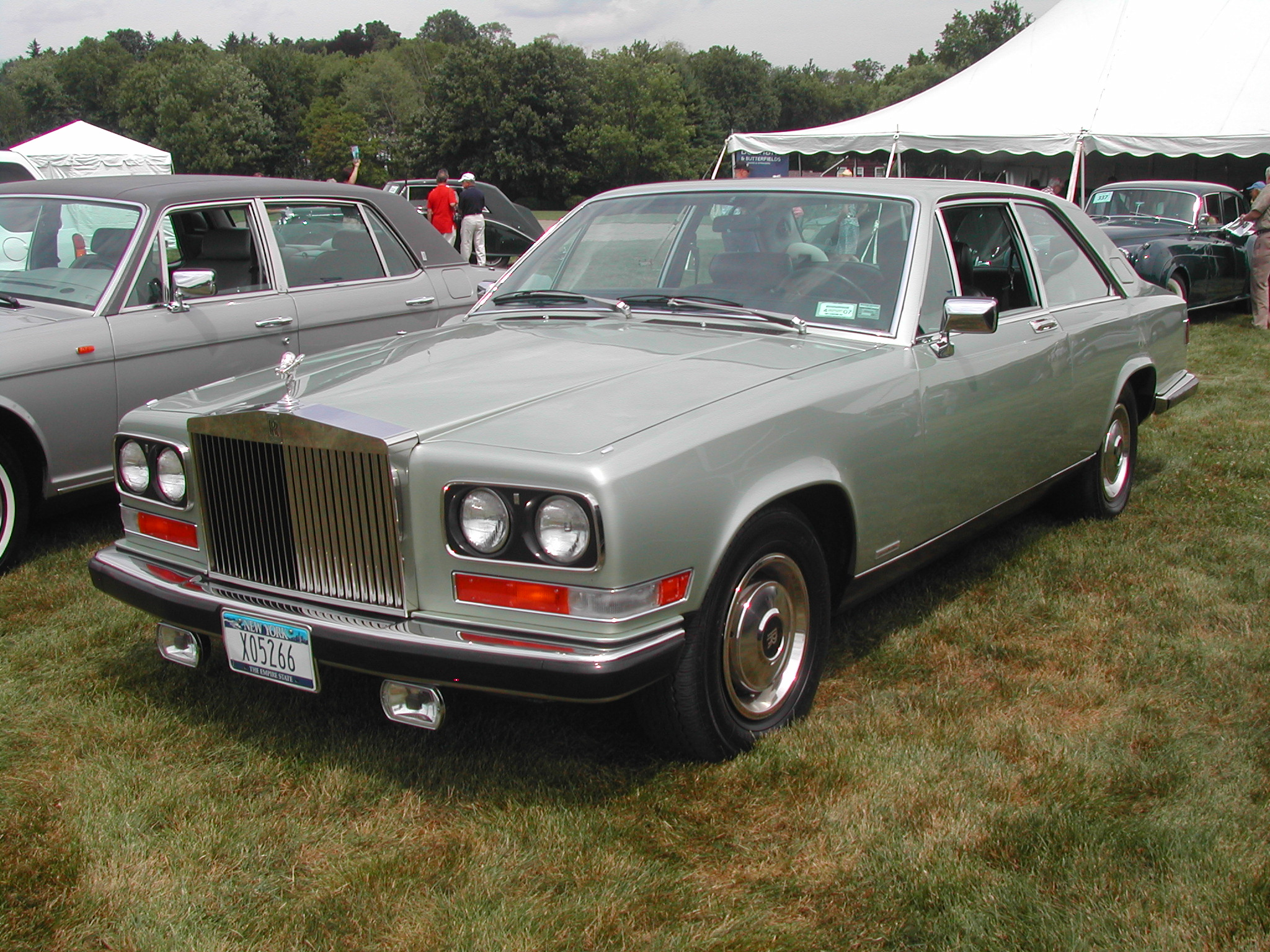
Rolls-Royce Camargue uit 1982.

Volgende modellen werden door Rolls-Royce Motors gebouwd:
- Voor de overname door Volkswagen:
  - Rolls-Royce Silver Shadow I-II en Bentley T I-II
  - Phantom VI
  - Rolls-Royce Corniche I-IV en Bentley Continental
  - Rolls-Royce Camargue
  - Rolls-Royce Silver Spirit/Silver Spur/Silver Dawn I-IV en Bentley Mulsanne

- Na de overname door Volkswagen:
  - Rolls-Royce Silver Seraph en Bentley Arnage
  - Rolls-Royce Corniche 2000 en Bentley Azure

- Library of Congress Control Number: n79025801
- Virtual International Authority File: 150081291

Huidige modellen:
Ghost ·
Spectre ·
Phantom VIII ·
Cullinan

Recente modellen:
Wraith ·
Dawn ·
Phantom VII · 
Silver Seraph ·
Corniche 2000 ·
Phantom Coupé ·
Phantom Drophead Coupé

Historische modellen na de Tweede Wereldoorlog:
Silver Wraith ·
Silver Dawn ·
Phantom IV ·
Phantom V ·
Phantom VI ·
Silver Cloud ·
Silver Shadow ·
Corniche I-IV ·
Silver Spirit/Silver Spur I-IV ·
Camargue

Historische modellen voor de Tweede Wereldoorlog:
10 HP ·
Silver Ghost ·
20/25/30 HP ·
Phantom I ·
Phantom II ·
Phantom III ·
Wraith

Conceptauto's:
100EX ·
101EX ·
200EX
AC ·
Arash ·
Ariel ·
Ascari ·
Aston Martin ·
Bentley ·
Bristol ·
Caparo · 
Caterham ·
Deauville ·
Farbio ·
Jaguar ·
Land Rover ·
Lotus ·
Mini · 
McLaren ·
Morgan · 
Noble ·
Rolls-Royce ·
Vauxhall ·
Westfield
 BMW ·  Mini ·  Rolls-Royce